# Heliophanus claviger
Heliophanus claviger là một loài nhện trong họ Salticidae.
Loài này thuộc chi Heliophanus. Heliophanus claviger được Eugène Simon miêu tả năm 1901.